# Neung-sur-Beuvron
Neung-sur-Beuvron är en kommun i departementet Loir-et-Cher i regionen Centre-Val de Loire i de centrala delarna av Frankrike. Kommunen ligger i kantonen Neung-sur-Beuvron som tillhör arrondissementet Romorantin-Lanthenay. År 2022 hade Neung-sur-Beuvron 1 263 invånare.

## Befolkningsutveckling
Antalet invånare i kommunen Neung-sur-Beuvron
| Referens: INSEE |